# Lagărul de concentrare Ohrdurf
Ohrdruf a fost un lagăr german de muncă forțată și concentrare situat lângă Ohrdruf, la sud de Gotha, în Turingia, Germania. Făcea parte din rețeaua lagărelor de concentrare similare Buchenwald-ului.

## Operațiunea
Creat în noiembrie 1944 lângă orașul Ohrdruf, la sud de Gotha, în Turingia, Germania, Ohrdruf a fost inițial un lagăr de muncă forțată separat, controlat direct de Oficiul Economic și Administrativ Principal al SS (SS-WVHA), dar apoi a devenit un sublagăr al lagărului de concentrare Buchenwald de lângă Weimar. A folosit colibe construite inițial în 1940 pentru trupele Wehrmacht folosind Truppenübungsplatz (zona de pregătire militară, de antrenament) din apropiere, precum și alte facilități. Lagărul, cu numele de cod Außenlager S III, era format dintr-un lagăr de nord și unul la sud; mai târziu, s-au adăugat corturi la Espenfeld și la Crawinkel. Lagărul a furnizat muncă forțată sub formă de prizonieri din lagărele de concentrare pentru un proiect planificat de construcție a unei căi ferate aproape de un imens centru de comunicații în subsolul castelului Mühlberg din Ohrdruf. Deținuții au fost nevoiți să lucreze pentru a conecta castelul de linia principală de cale ferată și pentru a săpa tuneluri în munții din apropiere, care să fie folosite ca adăpost de urgență pentru trenul care conținea „Führerhauptquartier” (unul dintre cartierele generale ale Führerului). Centrul de comunicații propus nu a fost niciodată finalizat din cauza avansului rapid al americanilor.  
Până la sfârșitul anului 1944, aici se aflau aproximativ 10.000 de prizonieri; până în martie 1945, numărul total trimis aici a fost de aproximativ 20.000, în principal ruși, polonezi, evrei maghiari, câțiva francezi, cehi, italieni, belgieni, greci, iugoslavi și germani. Condițiile erau atroce: în colibe nu erau paturi, „doar paie pline de sânge și păduchi”. Indiferent de anotimp, nu toți prizonierii erau cazați în colibe – unii erau cazați în grajduri, corturi și buncăre vechi. Ziua de lucru a fost inițial de 10 până la 11 ore, apoi mai târziu de 14 ore, implicând muncă fizică intensă pentru construcția de drumuri, căi ferate și tuneluri. În plus, deținuții au fost nevoiți să facă față marșurilor lungi și adunărilor, lipsei totale de echipamente sanitare și facilități medicale, de alimente sau îmbrăcăminte insuficiente.
În ianuarie 1945, gărzile SS au fost dublate de unități de la Auschwitz. Spre sfârșitul războiului, prizonierii au fost folosiți pentru a construi un sediu subteran pentru guvern (Führerhauptquartier) care să fie folosit în urma unei posibile evacuări a Berlinului. Nu a fost niciodată finalizat.
Încă nu este clar la ce proiecte lucrau prizonierii din Ohrdruf. Pe lângă încăperile temporare pentru conducerea Reichului, tunelurile extinse și alte lucrări de la Jonastal indică o fabrică de armament. Există o teorie, avansată de Rainer Karlsch, conform căreia instalația a fost concepută (și folosită ca) loc de testare pentru o bombă nucleară germană. Alte posibilități sunt o rachetă V-2 îmbunătățită sau bombardiere cu reacție cu rază lungă de acțiune, dar toate acestea sunt speculații.
Cei incapabili de muncă au fost mutați de SS la Sterbelager (4.300 de deținuți bolnavi au fost mutați la Bergen-Belsen) sau la Kleines Lager (la Buchenwald). La sfârșitul lui martie 1945, lagărul avea o populație între 11.700 și 13.000 de prizonieri. Pe măsură ce trupele americane au înaintat spre Ohrdruf, SS-urile au început să evacueze aproape toți prizonierii în marșurile morții către Buchenwald pe 1 aprilie. În timpul acestor marșuri, SS, Volkssturm și membrii Tineretului Hitlerist au ucis aproximativ 1.000 de prizonieri. Au fost redeschise gropile comune, iar SS-urile au încercat să ardă cadavrele. Gărzile SS au ucis mulți dintre prizonierii rămași în Nordlager, care erau considerați prea bolnavi pentru a merge până la vagoane. După ce i-au ademenit pe terenul de antrenament, susținând că urmau să fie hrăniți, SS i-au împușcat și le-au lăsat cadavrele întinse în aer liber. 
Pe lângă cei uciși în marșurile morții, aproximativ 3.000 de deținuți au murit din cauza epuizării sau au fost uciși în interiorul lagărului. Împreună cu cei care au lucrat până la moarte aici, dar s-au mutat în altă parte pentru a muri, estimările privind numărul total de victime sunt de aproximativ 7.000 de persoane.